# XVe siècle au théâtre

## Événements
- 1402 : le roi de France Charles VI autorise la Confrérie de la Passion et de la Résurrection de Notre Seigneur Jésus-Christ, créée à Saint-Maur-des-Fossés[1], à s'installer dans une salle de l'hôpital de la Trinité, rue Saint-Denis à Paris, et lui accorde le monopole de la représentation des Mystères[2],[3].
- 1406 : Fūshi kaden (La Transmission de la fleur et du style) de Zeami, traité qui pose les bases du théâtre nô au Japon.

## Pièces de théâtre écrites

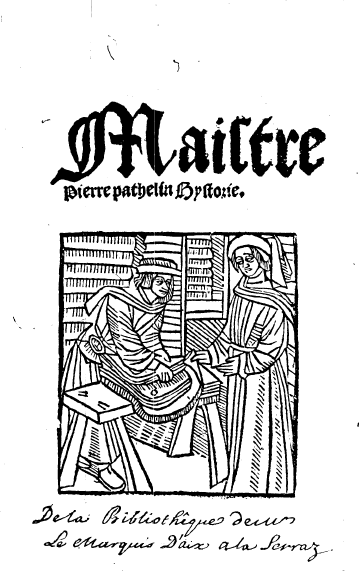
La Farce de Maître Pathelin, édition de Marion de Malaunoy à Paris, vers 1500

- Vers 1420 : Rashōmon, pièce du théâtre nô.
- 1427 : Gregorio Correr, ecclésiastique, patriarche de Venise en 1464 pendant quelques mois, compose à 18 ans une tragédie en latin, Progne, inspirée du mythe de Philomèle et Procné et s'appuyant sur Ovide et Sénèque[4].
- 1442 : Leonardo Dati écrit une tragédie en latin Hiensal consacrée à la rivalité entre les deux demi-frères, Jugurtha et Hiempsal, qui se disputent le trône de Numidie[5].
- 1444 : Enea Silvio Piccolomini (futur pape Pie II) écrit une comédie en latin Chrysis, lors d'une diète à Nuremberg ; le manuscrit ne sera retrouvé qu'au XIXe siècle.
- Vers 1457 : composition de La Farce de Maître Pathelin, attribuée à Triboulet.
- 1465 : le dramaturge japonais Kanze Kojiro Nobumitsu compose Ataka (安宅), pièce de théâtre nô.
- fin du siècle : Everyman, moralité en moyen-anglais.

## Pièces de théâtre représentées
- 1455 
  - mai : Mystère de la Passion d'Arnoul Gréban joué à Abbeville ; Gréban avait commencé à écrire sa pièce vers 1450[6].
- 1456
  - 29 mai-31 mai : Mystère de la Résurrection, faussement attribué à Jean Michel, joué à Angers devant René d'Anjou[7],[8].
- 1460 : 
  - 10 août : « Le Miracle de Sainte Suzanne », pièce de théâtre religieux, est joué à Lausanne[9].
- 1461 :
  - 3 juillet : L'État du monde, pièce de théâtre religieuse, est joué à Lausanne[10].
- 1471 : représentation à Angers du Mystère de Saint Vincent en présence de René d'Anjou et de sa cour ; le texte est ensuite remanié en vue d’une représentation prévue au Lude en 1476[8],[11].
- 1480 : représentation à Mantoue de la Fabula di Orfeo, drame en un acte d'Ange Politien, premier drame profane en italien ; la pièce est publiée en 1494.
- 1486 : 
  - 25 janvier : le duc de Ferrare Hercule Ier d'Este qui montre un intérêt marqué pour le théâtre de Plaute et de Térence fait représenter la pièce de Plaute Les Ménechmes[12].
  - août : représentation à Angers du Mystère de la Passion de Jean Michel[13].
- 1492 : Triunfo de la fama, pièce dramatique de Juan del Encina qui commémore la chute de Grenade.
- 1495 : représentation à Milan de Danae, une favola (comédie chantée) de Baldassare Taccone, mise en scène par Léonard de Vinci.
- 1496 : trois pièces de théâtre écrites par André de La Vigne à la demande des édiles de Seurre en Bourgogne y sont représentées[14] : un Mystère de saint Martin[15], une moralité L'Aveugle et le boîteux et une Farce du meunier.

## Pièces de théâtre publiées

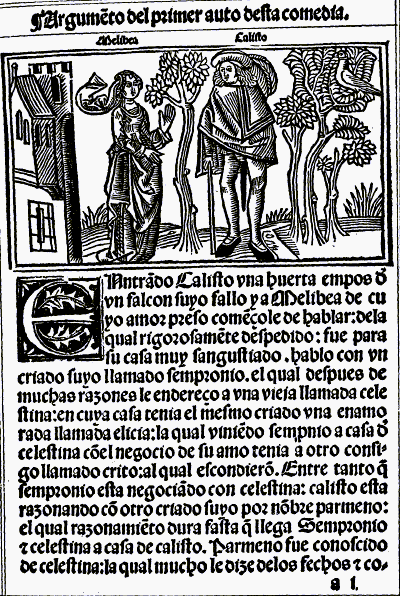
La Célestine, édition de 1499

- 1484 : La destruction de Troye la grant, mystère de Jacques Milet, Lyon, Mathias Huss[16],[17] ; la pièce connaîtra trois autres éditions incunables de 1485 à 1488.
- vers 1485-1486 : première édition imprimée de La Farce de Maître Pathelin, écrite vers 1457, à Lyon, par Guillaume Le Roy, sous le titre Maistre Pierre Pathelin[18].
- 1494 : Fabula di Orfeo d'Ange Politien, publiée à Bologne.
- 1495 : Elckerlijc, moralité en néerlandais attribuée à Pieter van Diest, écrite en 1470, publiée à Anvers.
- 1499 : La Célestine, tragi-comédie en prose de Fernando de Rojas, Burgos, Friedrich Biel.

## Naissances
- 1412 : Gómez Manrique (es), poète et dramaturge espagnol, mort le 20 novembre 1490.
- 1420 : Arnoul Gréban, dramaturge français, mort en 1471.
- Vers 1425 : Jacques Milet, poète et auteur dramatique français, mort en 1466.
- Vers 1435 : Jean Michel, auteur dramatique français, mort en 1501.
- Vers 1435-1450 : Kanze Kojiro Nobumitsu, dramaturge japonais du théâtre nô, mort le 7 juillet 1516.
- Vers 1450 : Jan Smeken, dramaturge néerlandais, mort en 1517.
- 1454 : Komparu Zempō, acteur japonais du théâtre nō et dramaturge de l'école Komparu, mort en 1520.
- 1461 : Baldassare Taccone, poète italien, auteur de Danae, une favola ou comédie chantée, mise en scène par Léonard de Vinci en 1496 à Milan, mort en 1521.
- 1462 : Henry Medwall, premier dramaturge de langue anglaise connu, mort après 1501.
- Vers 1465 : 
  - Fernando de Rojas, auteur dramatique espagnol, auteur de la tragi-comédie La Célestine, mort en avril 1541.
  - Gil Vicente, dramaturge portugais, mort vers 1537.
- 1468
  - 12 juillet : Juan del Encina, poète, musicien et dramaturge espagnol, mort en 1529.
- Vers 1470 : André de La Vigne, chroniqueur, poète et dramaturge français, mort vers 1526.
- 1475 : 
  - 20 octobre : Giovanni Rucellai, écrivain humaniste, poète et dramaturge italien, auteur de deux tragédies, mort le 3 avril 1525.
  - Pierre Gringore, poète et dramaturge français, mort en 1539.
- 1492 ou 1493 : Jean Tixier de Ravisi dit Ravisius Textor, humaniste et universitaire français, auteur pour ses étudiants du Collège de Navarre à Paris de Dialogi théâtraux en latin, mort le 3 décembre 1522.
- Vers 1496 : Ruzzante, dramaturge et acteur italien, mort le 17 mars 1542.

## Décès
- 1439 : Zhu Youdun, poète et dramaturge chinois, né en 1379.
- 1440 :
  - 10 janvier : Eustache Marcadé, moine bénédictin, official de l'abbaye de Corbie, à qui on attribue le Mystère de la Passion, dit Passion d'Arras, un des premiers mystères français connus.
- 1441 : 
  - été : Antonio Loschi, humaniste italien, auteur d'une tragédie en vers latins, Achilles, né vers 1368.
- 1443 : Zeami, acteur et dramaturge japonais, théoricien du nô.
- 1444 :
  - 8 juillet : Pier Paolo Vergerio l'Ancien, humaniste et pédagogue italien, auteur d'une comédie en latin, Paulus, ad juvenum mores corrigendos, né le 23 juillet 1390.
- 1471 : Arnoul Gréban, dramaturge français, né en 1420.
- Vers 1473 : Simon Gréban, dramaturge français.
- 1490 :
  - 20 novembre : Gómez Manrique, poète et dramaturge espagnol, né en 1412.

## Catégories liées
- Pièces de théâtre du XVe siècle